# Zaza Show
Zaza Show, de son vrai nom Zeineb Sawen, née en 1984 à Tunis, est une chanteuse et compositrice tunisienne.

## Biographie
Née à Tunis, elle passe par l'École supérieure de commerce de l'université de Sfax. Elle se lance dans une carrière musicale en 2010 et commence à chanter dans les mariages et les cabarets de la région d'Hammamet. Elle se produit à la télévision puis aborde de plus en plus dans les thèmes de ses chansons les préoccupations de la société tunisienne et ses évolutions. Par exemple, l'un de ses titres, Dima 7ora (« Toujours libre »), évoque les femmes tunisiennes, leur attachement à leur liberté et leur place prépondérante dans l'économie tunisienne, avec une présence dans tous les corps de métiers, du médecin à la ramasseuse d'olives, de la commerçante à la vendeuse de rue,. 
Elle reste fidèle, dans son parcours, à une certaine musique populaire de Tunisie, le mezoued. Ce mot désigne un instrument à vent traditionnel, de type cornemuse, et, par extension, un genre de musique tunisienne, caractérisée par la présence de cet instrument et de percussions, avec des paroles directes, chantées en dialecte et non en arabe classique. Un autre artiste, de la génération précédente, Hedi Habbouba, a modernisé l'image de ce style de musique et a renforcé son audience, à l'instar de ce qui s'est passé en Algérie avec le raï,,.